# Paulo Ricardo
Paulo Ricardo Gomes Campos est un footballeur portugais né le 3 mars 1986 à Barcelos. Il évolue au poste d'arrière gauche.

## Biographie
Il remporte le Championnat d'Europe des moins de 17 ans 2003 avec l'équipe du Portugal.
Promis à une belle carrière, il ne parvient cependant pas à s'imposer dans un club au niveau professionnel.

## Carrière
- 2005-2006 :  AD Sanjoanense
- 2006-2008 :  SC Vianense
- 2008-2010 :  FC Amares
- 2010-2012 :  FC Tirsense
- depuis 2012 :  Vilaverdense FC[1],[2]

## Palmarès

### En sélection
- Vainqueur du Championnat d'Europe de football des moins de 17 ans en 2003